# Александра Манасијевић
 Александра Манасијевић  (Никшић, 2. мај 1990) српска је филмска, телевизијска и позоришна глумица.

## Биографија
Александра Манасијевић је рођена у Никшићу 2. маја 1990. године. Одрасла је у Врању, где је завршила основну и средњу школу и где је, још као девојчица, направила прве глумачке кораке у позоришту „Бора Станковић”. У почетку је играла у дечјим представама, а касније је играла и озбиљан глумачки репертоар. Широј јавности постала је позната по улози у филму Гуча!, који је снимила као петнаестогодишњакиња и у коме је заиграла главну улогу Јулијане, тинејџерке несрећно заљубљене у младог ромског трубача Ромеа.
После завршене средње школе долази у Београд, где уписује студије глуме на Академији лепих уметности у класи професора Небојше Брадића и асистента Андреја Шепетковског. У току студија игра у филму „Пут ружама посут” и у тв серији „Фолк”.
Након студија, ангажована је у трупи „Балкан нови покрет“, а формира и сопствену трупу "Самтеатар" у склопу које се бави глумом и продукцијом. Представом овог театра „Караконџуле 99 - антиратни кабаре“ имала је запажен наступ на више међународних фестивала, а на Међународном позоришном фестивалу у Шарм Ел Шеику 2016. године ова представа је проглашена за најбољу у конкуренцији представа из 19 земаља. Била је и копродуцент филма „Унутра“, у режији Јелене Марковић и Мирка Абрлића, који је на 43. Фесту награђен наградом српског огранка FIPRESCI за посебан допринос српском независном арт филму. Оснивачица је и председница Удружења "Чаробна лампа".

## Филмографија
| Год.         | Назив                 | Улога                   |  |
| ------------ | --------------------- | ----------------------- |  |
|              |                       |                         |  |
| 2006.        | Гуча!                 | Јулијана                |  |
| 2013.        | Пут ружама посут      | Млада Оливера Лазаревић |  |
| 2012 - 2014. | Фолк (ТВ серија)      | Сашка Ожеговић          |  |
| 2013 - 2016. | Синђелићи (ТВ серија) | Марта                   |  |
| 2015.        | Освета (филм)         | Елис                    |  |
| 2019.        | На правом путу        | Марија                  |  |
| 2019.        | Лола и Мила           | Сашка Вашка             |  |
| 2022-у току  | Игра судбине          | Таша                    |  |

## Позоришне улоге
| Назив представе               | Улога              | Редитељ                                     |
| ----------------------------- | ------------------ | ------------------------------------------- |
| „Како снимити порно филм“     | Девојчица          | Владимир Лазић                              |
| „Нечиста крв“                 | Софка              | Радослав Радивојевић                        |
| „Танге“                       | Милица             | Радослав Радивојевић                        |
| „Један поремећен дан“         | Зада               | Филип Гајић                                 |
| „Покондирена тиква“           | Евица              | Радослав Радивојевић                        |
| „Госпођа министарка“          | Анка               | Радослав Радивојевић                        |
| „Коштана“                     | Коштана            | Радослав Радивојевић                        |
| „Зона Замфирова“              | Другарица          | Филип Гајић                                 |
| „Газда Младен“                | Јованака           | Југ Радивојевић                             |
| „Сан на Балкану“              | Традиционална жена | Весна Станковић                             |
| „Караконџуле 99“              | Девојка 1          | Александра Манасијевић, Марина Димитријевић |
| „Библиотекарка“               | Марина             | Мирко Марковић                              |
| „Плес вила“                   | Жена               | Јелена Гашић                                |
| „Жуто паче“                   | Лисица             | Радослав Радивојевић                        |
| „Успавана лепотица“           | Успава лепотица    | Радослав Радивојевић                        |
| „Три прасета“                 | Прасе              | Радослав Радивојевић                        |
| „Принц иде пешке“             | Принцеза           | Радослав Радивојевић                        |
| „Царев син“                   | Принцеза           | Радослав Радивојевић                        |
| „Пепељуга“                    | Пепељуга           | Радослав Радивојевић                        |
| „Шта деца знају о саобраћају“ | Миливоје полицајац | Александра Манасијевић, Марина Димитријевић |
| „Ана и Елса“                  | Елса               |                                             |
| „Штрумпфови“                  | Штрумпфета         |                                             |
| „Супер хероји“                | Грдана             |                                             |
| „Лепотица и звер“             | Вештица            |                                             |

## Удружење "Чаробна лампа"
Поред професионалног ангажмана у свету глуме, Александра Манасијевић се бави и друштвеним и хуманитарним радом. Тако је у априлу 2018. године основала Удружење "Чаробна лампа" (http://carobnalampa.rs/ Архивирано на веб-сајту  (16. фебруар 2020)), које као непрофитно удружење грађана, полазећи од принципа развијања културне свести и ширења позитивних вредности тежи да допринесе јачању културних, социјалних и демократских капацитета локалних заједница, али и целе државе. Кроз школу глуме у оквиру "Чаробне лампе" Александра је реализовала прву дечију анти-ратну представу "Деца неба" која је премијерно изведена у Дечјем културном центру у Београду 30. јуна 2019. године. Кроз Удружење "Чаробна лампа", поред глуме, културе и едукација, бави се и хуманитарним радом. Удружење "Чаробна лампа" остварило је међународну сарадњу са Међународним фондом за одрживи мир и развој,који окупља 38 земаља света и у њему је Александра Манасијевић пуноправни члан.

## Награде, признања и сертификати
- 2020- Сертификат Међународног института за менаџмент у Берлину
- 2019- Диплома за учешће на "VII Међународном форуму младих" Универзитета за одрживи мир и развој УН (ЕЦПД)[13]
- 2019- Плакета Александри Манасијевић  за улогу у представи „Библиотекарка“ на трећем међународном фестивалу хумора и сатире, Крива Дрина Зворник
- 2018- Признање за изузетан допринос Интернет клуба у култури и драмском изразу, представа “Библиотекарка”- режија Мирко Марковић
- 2017- Награда жирија за најбољу представу, ауторски пројекат, “Каракондзуле 99”, Екс ан Прованс- Француска
- 2017- Освојен бронзани витез за представу “Сан на Балкану”, режија Весна Станковић, Москва- Русија
- 2017- Захвалница Амбасаде Државе Палестине за племенитост и подршку
- 2016- Награда за најбољу глумицу, представа  “Каракондзуле 99”, Аман-Јордан
- 2016- Награда за најбољу представу, “Каракондзуле 99” Шарм ел Шеик, Египат[14][15]
- 2015- Награда за мир, представа “Каракондзуле 99” Алжир- Алжир
- 2015- Награда новинара ФИПРЕСЦИ за филм Унутра, режија Јелена Марковић и Мирко Абрлић
- 2004- Мис Пчињског округа